# 康定假帽莓
康定假帽莓（学名：Rubus pseudopileatus var. kangdingensis）为蔷薇科悬钩子属下的一个变种。

## 扩展阅读
- 維基物種上的相關：康定假帽莓